# Duc de Plaisance

Armoiries du duc de Plaisance.

Armes de la bonne ville de Plaisance sous le Premier Empire.

Le titre de duc de Plaisance et de l'Empire a été créé le 24 avril 1808 par Napoléon Ier au profit de Charles-François Lebrun, troisième consul et architrésorier de l'Empire.

## Histoire
Le titre de duc de Plaisance renvoie à la province de Plaisance en Italie. Il ne doit cependant pas être confondu avec le titre italien de duc de Plaisance, porté, sauf exception, par le duc de Parme.
Charles François Lebrun, duc de Plaisance est élevé à la pairie, à titre viager, par ordonnance du Roi Louis XVIII, le 4 juin 1814. Cette élévation est annulée par ordonnance du 24 juillet 1815, à la seconde Restauration.  
Le titre de pair de France héréditaire lui est conféré par ordonnance du 5 mars 1819 et confirmé sur institution d'un majorat de pairie au titre de baron-pair héréditaire, par lettres patentes du 15 juin 1824. 
Un décret de l'empereur Napoléon III, le 27 avril 1857, autorise la substitution du titre de duc de Plaisance en faveur du premier fils à naître de Jeanne Lebrun de Plaisance (1835-1920), petite fille du premier duc de Plaisance, mariée en 1853 avec Armand Urbain de Maillé de La Tour Landry. 
Ce fils, Louis Armand Joseph de Maillé de La Tour Landry (1860-1907) relève donc le titre de duc de Plaisance et forme une branche de la maison de Maillé éteinte en ligne masculine en 1926.

### Liste chronologique des ducs de Plaisance
1. 1808-1824 : Charles-François Lebrun (1739-1824), 1er duc de Plaisance et de l'Empire.
2. 1824-1859 : Anne Charles Lebrun (1775-1859), 2e duc de Plaisance, fils du précédent.
3. 1859-1872 : Charles Louis Alexandre Jules Lebrun (1811-1872), 3e duc de Plaisance, neveu du précédent.
4. 1872-1907 : Louis Armand Joseph de Maillé de La Tour-Landry (1860-1907), 4e duc de Plaisance  (décret du 13 juin 1872), petit-fils du précédent et fils de Jeanne Lebrun de Plaisance, petite-fille du 1er duc.
5. 1907-1913 : Armand Louis Joseph François de Maillé de La Tour-Landry (25 février 1892 † 24 avril 1913), 5e duc de Plaisance, fils du précédent, sans union ni postérité.
6. 1913-1926 : François Charles Edmond Marie de Maillé de La Tour-Landry (1862-1926), 6e duc de Plaisance, oncle du précédent.